# Journal d'un vampire
 (juillet 2025).
Si vous disposez d'ouvrages ou d'articles de référence ou si vous connaissez des sites web de qualité traitant du thème abordé ici, merci de compléter l'article en donnant les références utiles à sa vérifiabilité et en les liant à la section « Notes et références ».
Cet article concerne la série de livres. Pour la série télévisée, voir Vampire Diaries.
Journal d'un vampire (titre original : The Vampire Diaries) est une série de livres fantastiques pour la jeunesse dont les premiers tomes ont été écrits par L. J. Smith. Elle raconte l'histoire d'Elena Gilbert, une adolescente dont les parents sont morts dans un accident de voiture et qui retrouve soudain le goût de vivre lorsque le jeune italien Stefan Salvatore arrive dans son lycée. Elle met alors tout en œuvre pour le séduire.
La série a connu une adaptation à la télévision sur la chaîne américaine The CW, Vampire Diaries. Malgré de très nombreuses différences avec le livre, la série demeure l'un des plus gros succès de la chaîne.

## Personnages principaux
Elena GilbertElena est l'héroïne, la protagoniste principale (aux côtés de Stefan) et la Reine du Lycée. Elle est décrite comme étant très belle, les cheveux dorés, ses yeux bleus sont souvent comparés à des Lapis-lazuli et elle ne bronze jamais. Elle semble être antipathique, elle est prétentieuse, dominatrice, capricieuse, manipulatrice, séductrice et fière. Mais tout cela change à la mort de ses parents et à la suite de sa rencontre avec Stefan Salvatore, elle n'en reste pas moins belle, soignée, intelligente, douce, courageuse mais obstinée. Elle sort par la suite avec Stefan, vampire italien. Elle sera elle-même transformée en vampire, puis mourra en se sacrifiant et reviendra à la vie en tant qu'être pur et incapable de mentir (c'est une sorte d'ange, un esprit pur doté de pouvoirs). Elle redeviendra ensuite une simple humaine mais dotée de pouvoirs immenses qu'elle ne contrôle pas vraiment.
Elena est née le 6 août 1974 à Mystic falls, en Virginie.
Stefan SalvatoreStefan est un vampire italien aux allures d'ange, avec un tempérament doux, serviable et gentil. Il est fou amoureux d'Elena. Il commence par l'éviter puis finit par sortir avec elle. Il fut transformé en vampire par Katherine, une jeune femme ressemblant trait pour trait à Elena. Il est le frère de Damon, ces derniers se sont entre-tués pour l'amour de Katherine qu'il aimaient tous les deux, ce qui enclencha par la même occasion leur métamorphose en vampire. Il ne s'entend pas vraiment avec son frère mais il l'admirait pour son courage quand il était humain, il regrette aussi de l'avoir transformé en le tuant, le privant ainsi de sa vie d'humain. Il se nourrit de sang animal autant qu'il peut. Il peut se transformer en aigle mais ne le fait jamais. Il est prêt à protéger Elena au péril de sa propre vie.
Stefan est né le 1er juillet 1474 à Florence, en Italie
Damon SalvatoreFrère aîné de Stefan, le héros aux côtés d'Elena, il est jaloux de ce dernier et entretient une certaine rancœur contre Stefan mais celle-ci s'efface peu à peu avec le temps et à la rencontre d'Elena. Brun ténébreux aux yeux sombres, froids et surtout d'un noir très profond, il est sauvage et cruel et adore s'abreuver de sang humain, contrairement à Stefan. Il est amoureux d'Elena et essaie plusieurs fois de la séduire à sa façon mais celle-ci est très amoureuse de Stefan. Dans le tome 3, il lui dit clairement qu'il a voulu piéger Stefan pour la changer en sa princesse des ténèbres. Elena, de son côté, remarque bien qu'il est gentil, attendrissant et attentionné au fond mais qu'il s'est forgé une carapace pour ne pas le montrer. Il enferme de lourds secrets et ses sentiments au fond de lui, enfouis très loin dans son esprit, dont il n'a même pas conscience. Ceci apparaissent sous la forme d'un énorme rocher cadenassé dont il était le gardien étant enfant. Il peut se transformer en corbeau ou en loup, don accessible qu'aux vampires puissants. Dans le tome 4, Damon irait presque mettre sa propre vie en danger pour protéger Elena, même voir aller jusqu'à tuer ... Mais on peut quand même apercevoir de la bonté chez lui envers Bonnie et un peu d’amour pour son frère dans le tome 6.
Damon est né le 5 juillet 1470 à Florence, Italie.
Bonnie McCulloughMeilleure amie d'Elena et de Meredith, Bonnie est une sorcière. Elle a souvent des sortes de prémonitions, surtout dans des moments imprévus. Elle n'est pas très courageuse au début mais son caractère se forge au fil du temps, elle est spontanée et romantique. Elle a un faible pour Matt. Dans le troisième livre, une relation superflue s'installe entre elle et Damon, que Bonnie ne voit plus tout à fait de la même façon. Elle a des cheveux roux, son visage est rond, en forme de cœur et elle est petite. Dans le tome 6 elle avoue être jalouse de l’amour que Damon porte à Elena.
Bonnie est née le 8 septembre 1974 à Fell's Church, Virginie. 
Meredith SulezAutre meilleure amie d'Elena et de Bonnie, elle est rassurante et une aura un peu mystérieuse l'entoure. Elle fait preuve d'un calme olympien en toutes circonstances, elle est franche, vive d'esprit, sensée, intelligente et sûre d'elle. On finira par apprendre que son grand-père a été mordu par un vampire. Elle a toujours l'air de contrôler la situation et ramène souvent Bonnie à la raison lorsque celle-ci panique et perd son sang-froid. Bonnie et Elena s'appuient souvent sur elle pour qu'elle les aide en cas de danger, la jeune fille ayant toujours planifié de nombreux plans pour se sortir des impossibles situations où les trois amies se trouvent souvent entraînées. On apprend dans le tome 5 qu'elle est issue d'une famille de chasseurs de vampires et qu'elle possède un bâton de combats. Sa famille lui a caché la présence d'un frère jumeau, capturé par Klaus, vampire originel, qui l'a transformé en vampire. Cependant, il est un cas spécial car il vieillit contrairement aux vampires ordinaires. Elle est fiancée à Alaric Saltzman.
Meredith est née le 6 juin 1974 à Fell's Church, Virginie.
Matthew (Matt) HonneycuttPetit ami d'Elena qu'elle finira par quitter après les vacances pour Stefan. Il est toujours amoureux d'elle mais, restera amical avec Stefan et est prêt à tout donner pour elle. On remarquera aussi qu'il a un petit faible pour Bonnie (tome 3). Il déteste Damon.
Matt est né le 4 juillet 1974 à Fell's Church, Virginie.
Alaric Saltzman
Nouveau professeur d'histoire après M. Tanner. C'est en fait un psychologue/historien de vampire. Il est mis au courant pour Stefan et Damon par     Meredith. Cette dernière deviendra sa fiancée. Il suit des études à Tombouctou et au Tibet et est difficile à joindre en cas de problème.C’est grâce à      lui qu’on découvrira plus tard Célia.

## Personnages secondaires
ZanderPetit ami de Bonnie qui lui révèle être un loup-garou (tome 7).
Katherine Pierce / von SwartzschildTrès belle vampire allemande ressemblant de manière troublante à Elena, qui a vécu lors de la Renaissance italienne avec Damon et Stefan, qui étaient tous deux amoureux fous d'elle. Ils ont trouvé la mort à la suite d'un duel pour le cœur de cette dernière. Mais voyant qu'ils ne pensent maintenant qu'à Elena, elle décide de les tuer et de mettre la ville à feu et à sang. Elena finit par la tuer en lui retirant le collier qui la protégeait du soleil.
Caroline ForbesAncienne amie du trio de fille elle devient leur ennemie à la suite des manipulations de nombreuses personnes, mais n'est en réalité pas réellement méchante. Elle tombe enceinte de Tyler Smallwood (probablement après un viol) et elle accouche de jumeaux, Brianna et Luke dont ils s'occupent ensemble.
Tyler SmallwoodLycéen à Fell's Church, Tyler développe sa lycanthropie sous l'impulsion de Klaus qui le pousse à tuer Sue Carson et à boire son sang, pour achever la mutation, il viole son ex petite amie, Caroline Forbes, accusé de ce viol il fuit la ville et reprend sa relation avec Caroline qui a eu des jumeaux Brianna et Luke après le viol.
Klaus (Niklaus)Un des premiers vampires (ancien), il a longtemps été le compagnon du Diable. C'est lui qui a transformé Katherine en vampire. Il sera emporté en Enfer par Elena après avoir enlevé Caroline avec la complicité de Tyler. Ne peut être blessé gravement qu'avec du bois de frêne.
Margaret GilbertMargaret est la petite sœur d'Elena, âgée de quatre ans. Elle n'avait qu'un an quand ses parents sont décédés. Elle est blonde, mignonne à la voix haut perchée, et plutôt futée pour son très jeune âge. Elle adore les chats et risque se faire attaquer par Katherine sous la forme de cet animal.
Vickie BennettVickie est une jeune fille, aux yeux noirs et aux longs cheveux châtains. Elle est amie avec Tyler Smallwood. Elle est attaquée par Katherine dans le tome 1, elle perd la raison et agresse des personnes ou se déshabille en public. Elle retrouvera toute sa tête à la mort de Katherine. Elle était invitée à l'anniversaire de Meredith où elle assista au meurtre de Sue dont on l'accusa. Par la suite elle retomba dans la folie et fut tuée par Klaus, en maquillant son meurtre en suicide.
Judith Gilbert / MaxwellTante d'Elena, elle s'occupe beaucoup des deux sœurs. Elle est fiancée avec Robert, mais le quitte au début du tome 2. Elle aime beaucoup les deux enfants et les considèrent comme les siens. Cependant, elle s'entend mal avec Elena et n'approuve pas qu'elle sorte avec Stefan, préférant qu'elle côtoie Damon. Elle se marie avec Robert Maxwell dans le tome 2.
ShinichiDémon renard (Kitsune en japonais), qui se nourrit des souffrances d'autrui. Il apparaît dans le tome 3, dans lequel il manipule les malachs (forces du mal) et la forêt. Il a lui aussi succombé à la beauté d'Elena. Il a créé le site Internet Shi No Shi qui veut dire « La mort des morts », seulement visible par les vampires. On apprend qu'il n'y a que trois façon de tuer un Kitsune : vider sa sphère d'étoile, lui tirer dessus avec une balle bénite ou par « le pêché du regret » c'est-à-dire qu'un Kitsune n'a pas le droit au regret sous peine de mort instantané.
MisaoC'est la sœur jumelle de Shinichi, c'est aussi un Kitsune. Elle entretient une relation assez ambigu avec son frère. Dans le tome 3, elle pactise avec Caroline sous l'image de son frère dans le miroir de celle-ci dans le but de contaminer toutes les jeunes filles de la ville avec ses malachs, en faisant d'elles ses marionnettes.
Mme Théophilia FlowersMaitresse de la pension, elle va suivre et aider les personnages dans toutes leurs histoires. C'est une vieille femme qui est prise par les gens de la ville pour une « vieille folle ». Elle manipule très bien les plantes pour en faire des tisanes à nombreuses vertus. Elle peut également communiquer avec ses ancêtres qui lui donnent des conseils utiles dans chaque aventures. Dans le tome 5 (où elle est surnommée Théo), grâce au cadeau que lui a laissé Sage le vampire, elle se transforme et redevient pendant quelque temps une jeune femme pour aider Elena et ses amis dans un combat
SageVampire très puissant et vieille connaissance de Damon qui, dans le tome 4 aide celui-ci et Elena à délivrer Stefan. Elle est constamment accompagnée de Sabre, un cerbère, et Serre un faucon.
Sue CarsonJeune fille décrite comme très aimable. Elle fut l'une des seule qui soutint Elena lorsque celle-ci traversa des moments difficiles. Présente à l'anniversaire de Meredith, elle y fut tuée par Klaus. Plus tard, son corps fut examiné par Stefan, Matt, Bonnie et Meredith qui y décelèrent une coupure faite par Tyler Smallwood, qui en buvant son sang activa ses gènes de loup-garou.
Lady UlmaEsclave qui a été sauvée par Elena au Royaume des ombres et qui lui fut très reconnaissante : Elena l'aida à retrouver sa fortune cachée et pour lui manifester sa reconnaissance aida à retrouver Stefan dans le tome 4 en leur faisant des somptueuses robes pour rentrer dans des soirées chics afin de récupérer les deux morceaux de clefs kitusune de la cellule de Stefan. Elle se maria à Lucen, un jeune bijoutier, et était enceinte quand Elena la vit pour la première fois. Elle accoucha d'une petite fille qu'elle nomma Elana en hommage à notre héroïne mais qui sous l'avis et le refus de cette dernière l'appela Adara
Princesse JessalynPrincesse Vampire du royaumes des ombres transformée par Sage, dont Damon va s'en servir pour pouvoir redevenir un vampire puissant dans le tome 5.Elle ressemble étrangement à Bonnie.
Caleb SmallwoodMage et cousin de Tyler, il a jeté un sort sur Elena et ses amis pour en savoir plus sur la disparition de son cousin. Il a le pouvoir de changer d'apparence, ce qui a séduit Elena.
CeliaPathologiste et collègue d'Alaric, elle se rapprocha dangereusement de celui-ci au point d'en rendre jalouse Meredith. Elle les aida à faire disparaitre la menace qui plane sur la ville.

## Livres
1. La Naissance, J'ai lu, 2000 ((en) The Awakening, 1991)
2. Princesse des ténèbres, J'ai lu, 2000 ((en) The Struggle, 1991)
3. La Furie, J'ai lu, 2000 ((en) The Fury, 1991)
4. Réunion macabre, J'ai lu, 2000 ((en) Dark Reunion, 1992)

La série a été interrompue dix-sept ans en langue originale. À la suite de sa reprise, les éditions Hachette Jeunesse ont réédité les quatre premiers volumes en les regroupant deux par deux, modifiant ainsi l'ordonnancement des livres.
1. Le Réveil, Hachette Jeunesse, 2009 ((en) The Awakening & The Struggle, 1991)
2. Les Ténèbres, Hachette Jeunesse, 2009 ((en) The Fury & Dark Reunion, 1991)
3. Le Retour, Hachette Jeunesse, 2010 ((en) The Return: Nightfall, 2009)
4. Le Royaume des ombres, Hachette Jeunesse, 2010 ((en) The Return: Shadow Souls, 2010)
5. L'Ultime Crépuscule, Hachette Jeunesse, 2011 ((en) The Return: Midnight, 2011)
6. Dévoreur, Hachette Jeunesse, 2012 ((en) The Hunters: Phantom, 2011)Écrit par un prête-plume anonyme
7. Le Chant de la lune, Hachette Jeunesse, 2012 ((en) The Hunters: Moonsong, 2012)Écrit par un prête-plume anonyme
8. Cruelle Destinée, Hachette Jeunesse, 2013 ((en) The Hunters: Destiny Rising, 2012)Écrit par un prête-plume anonyme
9. Le Cauchemar, Hachette Jeunesse, 2013 ((en) The Salvation: Unseen, 2013)Écrit par un prête-plume du nom de Aubrey Clark
10. La Traque, Hachette Jeunesse, 2014 ((en) The Salvation: Unspoken, 2013)Écrit par un prête-plume du nom de Aubrey Clark
11. Rédemption, Hachette Jeunesse, 2014 ((en) The Salvation: Unmasked, 2014)Écrit par un prête-plume du nom de Aubrey Clark

Une suite, inspirée de la série Vampire Diaries, raconte le passé et les points de vue de Stefan et Damon ; cette suite est apparue sous le nom : Le Journal de Stefan.

### Tome 1
Dès l’arrivée de Stefan Salvatore à Fell’s Church, Elena, la reine du lycée, se jure de le séduire. D’abord distant, le garçon aux allures d’ange rebelle finit par céder à sa passion dévorante… et à lui révéler son terrible secret. Quelques siècles plus tôt, la femme qu’il aimait (Katherine) l’a transformé en vampire, avant de le trahir avec son frère ennemi, Damon. Des événements tragiques se succèdent bientôt dans la région. Tout accuse Stefan mais Elena est convaincue de son innocence. Et si Damon, vampire cruel et assoiffé de sang, était derrière tout cela ? L’histoire est-elle amenée à se répéter ?
Ce premier tome est paru le 4 février 2009.

### Tome 2
Elena est vivante, mais dans un sale état. Elle est devenue une vampire en se tuant elle-même dans un accident de voiture. Stefan et Damon se battent, persuadés que l'autre a tué Elena. Celle-ci intervient mais elle a perdu la mémoire et semble aimer Damon mais elle retrouve vite la mémoire grâce au sang qu'elle va boire. Pour achever la transformation et ne pas mourir, elle doit boire du sang humain. Après avoir dormi, elle retrouve la mémoire et va assister à son propre enterrement.
Des événements étranges se produisent en ville et tout semble lié. C'est alors que la force surnaturelle qui a tué Elena réapparaît : il s'agit de Katherine son double, la vampire qui a transformé Damon et Stefan et qui avait fait semblant de se suicider. Elle capture Elena, Stefan et Damon pour les torturer puis les tuer et lâcher les chiens et les chats enragés sur les habitants de Fell's Church. Pour tuer Katherine et sauver les habitants de la ville, Elena se sacrifie.
À la suite de la mort d'Elena, Stefan et Damon quittent la ville et repartent en Italie. Stefan, ayant promis à Elena qu'il veillerait sur Damon, est obligé de rester avec lui, ils se rapprochent. A Fell's Church, Meredith et Bonnie sont désespérés. Puis Bonnie commence à rêver d'Elena. Celle-ci la prévient qu'une nouvelle force les menace, elle parait invincible à part avec un pieu en bois de frêne. Il s'agit en fait de Klaus (Niklaus), le vampire qui a transformé Katherine. Bonnie, Meredith et Matt utilisent un sortilège pour ramener Stefan et Damon. Ceux-ci vont les aider à détruire Klaus. Après la bataille finale durant laquelle Klaus meurt et Tyler, le loup-garou, est neutralisé, Elena revient à la vie et Damon s'enfuit. Tout le monde (Meredith, Bonnie, Caroline, Stefan et Matt) rentre chez soi, heureux du retour d'Elena qui leur a tellement manqué surtout Stefan, Bonnie et Meredith.
Ce deuxième tome est paru le 2 septembre 2009.

### Tome 3
Elena est revenue d'entre les morts. Mais ce n'est plus une simple humaine. Esprit pur doté  de pouvoirs, elle attire inexorablement toutes les creatures démoniaques  qui gravitent  autour  de la ville. Alors que Stefan ne pense qu'à la protéger, Damon désire  plus que jamais en faire sa princesse des ténèbres.  Mais dans la forêt, une nouvelle menace  veille: un monstre qui manipule les esprits  à  volonté.  Une créature  aussi maléfique  qui ne reculera devant rien pour faire régner  le chaos à  Fell's Church et prendre à  nouveau la vie d'Elena.
MORALE : Le mal rôde. La passion s'embrase.
Ce troisième tome est paru le 3 février 2010.

### Tome 4
Stefan a été capturé  et enfermé dans le Royaume des ombres, une dimension parallèle  où  règnent  démons  et damnés. Elena est prête à tout pour le retrouver, même à  enchaîner  son destin au diabolique Damon, seul capable de l'aider à  découvrir la clé qui libèrera  Stefan.
Leur quête est périlleuse, leurs ennemis chaque fois plus nombreux… Et plus cruels. Au fond du gouffre, Elena va devoir lutter contre tous, et contre elle-même, pour sauver celui qu'elle aime. Stefan ou Damon ?
Morale : les âmes  de l'ombre se déchaînent. La tension décuple la passion.
Ce quatrième tome est paru le 1er septembre 2010.

### Tome 5
Avec l'aide du charmant et sournois Damon, Elena a délivré son petit ami, le vampire Stefan, des profondeurs du Royaume des Ombres. Mais aucun des frères n'en revient indemne : Stefan est affaibli par son long emprisonnement et a besoin de plus de sang qu'Elena ne peut lui en donner, et une étrange magie a fait de Damon un mortel. Violent et désespéré, Damon fera-t-il n'importe quoi pour redevenir un vampire, jusqu’à retourner en Enfer ? Mais que se passera-t-il lorsqu'il emmènera Bonnie avec lui par accident ?
Stefan et Elena se précipitent pour sauver leur amie innocente du Royaume des Ombres en laissant Matt et Meredith sauver leur ville natale de dangereux esprits qui ont pris possession de Fell's Church. Les enfants succombent un à un aux desseins démoniaques de Misao et Shinichi. Mais Matt et Meredith vont vite découvrir que la source du mal est plus noire et bien plus proche encore que ce qu'ils avaient pu imaginer... Pendant ce temps une terrible chose arriva au groupe d'Elena, Stefan, Bonnie et Damon lors du voyage au Royaume des Ombres.
Ce cinquième tome est paru le 22 août 2011.

### Tome 6
Avec l'aide de ses amis, Elena a vaincu les esprits démoniaques qui ravageaient Fell's Church. Tout est redevenu comme avant. Mais cette victoire leur a coûté le prix fort: Damon est mort. Son frère disparu, Stefan pense avoir enfin la belle Elena pour lui tout seul. Enfin leur amour va pouvoir s'épanouir ! Sauf qu'Elena, elle, reste hantée  par le souvenir de Damon. Au ballet confus des sentiments va s'ajouter la menace d'une nouvelle force maléfique. Une force qui ne ressemble à rien de ce qu'Elena et ses proches ont connu jusqu'à  présent. Face à elle, Elena ne pourra compter que sur un seul des frères vampires pour la protéger. A moins que...
MORAL: Le passé n'est jamais loin. Les puissances obscures non plus.Rien n'arrête la haine, pas même la mort.
Ce sixième tome est paru le 8 février 2012.

### Tome 7
Coup de théâtre pour les frères Salvatore: Elena décide de rompre avec Stefan. Mais aussi avec Damon. Déchirée à l'idée de les perdre tous les deux, elle refuse de continuer à les séparer. Elle n'est pas Katherine, elle! Retrouver une vie normale, fréquenter l'université de Dalcrest, ses amis... ce sont ses seuls rêves. Mais le campus est soudain frappé par une série de disparitions mystérieuses. C'est la panique générale. Le cauchemar recommence ...
Ce septième tome est paru le 4 juillet 2012.

### Tome 8
Destinée à un danger …
Elena a dû relever de nombreux défis – s’échapper du Royaume des Ombres, vaincre des dévoreurs, découvrir qu’elle est une Sentinelle. Mais ce n’est rien comparé au choix qu’elle doit faire entre les deux amours de sa vie : Stefan et Damon Salvatore. Elena et Stefan se sont retrouvés, tandis que Damon, blessé par le rejet, est devenu sombre et imprévisible. Maintenant Elena est déchirée entre sauver l’âme de Damon et rester fidèle à Stefan.
Mais avant qu’Elena ne puisse décider à qui son cœur appartient, l’université de Dalcrest est envahi par les vampires déterminés à ressusciter Klaus, le cruel Vampire des Origines qui ne reculera devant rien pour détruire Elena et tous ceux qu’elle aime.
Alors qu’Elena en apprend plus sur son destin de Sentinelle, une protectrice contre le mal sur Terre, elle se rend compte qu’avant de pouvoir vaincre Klaus, il lui faudra sacrifier quelqu'un qu’elle aime. Elena doit décider qui elle est prête à sacrifier et jusqu’à quel point, avant qu’il ne soit trop tard …
Ce huitième tome est paru le 6 février 2013.

### Tome 9
Le plus puissant Vampire des Origines, Solomon s'est juré de tuer Elena. Pour attirer l'attention de la jeune femme, il entreprend de massacrer ses proches. Katherine et Damon, en voyage à travers le monde, sont contraints de fuir face à l'attaque d'une nouvelle race de vampires. Des vampires indestructibles, qui sèment la mort et récoltent les vies.
Ce neuvième tome est paru le 3 juillet 2013.

### Tome 10
Stefan est mort. Elena est effondrée. Après les avoir trahis, Jack et ses vampires artificiels - une nouvelle race indestructible - traquent tous les vampires authentiques, et Damon est 
leur prochaine victime. Mais celui-ci a juré de venger son frère. Les amis d'Elena sont déterminés à la soutenir pour trouver l'arme capable de neutraliser ces monstres. Leurs talents conjugués et les pouvoirs d'Elena suffiront-ils à contrer cette nouvelle menace ?
Ce dixième tome est paru le 19 mars 2014.

### Tome 11
Elena est sur le point de mourir. En vengeant son frère Stefan, Damon a rompu son pacte avec les Sentinelles, qui mettait la vie d’Elena en jeu. Au lieu de la condamner, les Sentinelles lui proposent une seconde chance : revenir au lycée, avant sa rencontre avec les frères Salvatore et la longue suite de mort et de destruction qu’elle a engendrée. Pour sauver sa vie, Elena doit prouver qu’ils peuvent tous trois mener leur propre existence sans provoquer, cette fois, la mort d’un seul être humain. Mais le Damon de cette époque est imprévisible, cruel et dangereux. L’unique solution qui s’offre à Elena, si elle veut épargner des vies, et la sienne en premier lieu, est de renoncer aux Salvatore. Définitivement. (source : Babelio)
Ce onzième tome est paru le 2 juillet 2014.